# Blask (estetyka)
Blask (łac. claritas), blask formy, czasem także jasność – w filozofii klasycznej jeden z podstawowych wyznaczników piękna. Najbardziej znane rozumienie blasku w estetyce sformułował Tomasz z Akwinu, w którego myśli stanowi on jedną z trzech obiektywnych właściwości piękna obok proporcjonalności i zupełności (całkowitości). Jako wyznacznik piękna blask odnosi się w myśli św. Tomasza tak do przedmiotów fizycznych, jak i duchowych.